# Pedro Simon
Pedro Jorge Simon (Caxias do Sul, 31 de enero de 1930) es un abogado, profesor universitario y político brasileño. Fue senador por el estado de Río Grande del Sur. Pertenece al Partido del Movimiento Democrático Brasileño (PMDB).

## Biografía
Como estudiante en la Facultad de Derecho de la Pontificia Universidad Católica de Porto Alegre, y presidente del Centro Académico Mauricio Cardozo de la misma, promovió la Primera Semana Interamericana de Estudios Jurídicos y Sociales (1956) a la que asistieron jóvenes estudiantes y recién graduados de varios países; entre ellos el chileno Patricio Aylwin, que fue destacado político y Presidente de su país.
Comenzó su carrera política en el Partido Laborista Brasileño, siendo su primer cargo de relevancia el de concejal de su ciudad natal, Caxias do Sul. En 1962 es elegido diputado estatal. Con la llegada del Régimen Militar, se instaura el bipartidismo, por lo que Simon se afilia al Movimiento Democrático Brasileño, antecedente del PMDB. Se mantuvo en el cargo de diputado estatal hasta 1978, año el que fue elegido senador. En 1982 se presentó al puesto de gobernador, perdiendo ante el oficialista Jair Soares por la división del movimiento opositor. Fue ministro de Agricultura en el gobierno de Tancredo Neves. Abandonó el cargo de ministro para presentarse nuevo a la gobernación de Río Grande del Sur, consiguiendo la victoria en su segundo intento. Renunció al puesto de gobernador en 1990 para ser elegido senador una vez más.
En las elecciones de 2006 consiguió el 34% de los votos. Fue apoyado, aparte de por su partido, por el Partido Laborista Brasileño y el Partido de la Movilización Nacional. En dicha elección ganó por poco más de cinco puntos porcentuales a Miguel Soldatelli Rosetto, del Partido de los Trabajadores.